# Giovanni Flechia
Giovanni Flechia (Piverone, 6 novembre 1811 – Piverone, 3 luglio 1892) è stato un glottologo e indologo italiano.

## Biografia
Suo padre Carlo, originario di Magnano, era il medico condotto del paese. Sua madre, Teresa Mosca, era di Palazzo Canavese. Giovanni studiò prima col padre e poi ad Ivrea. A 19 anni insegnò nelle scuole elementari di Piverone. Presto si trasferì a Torino presso la famiglia dei conti Balbo, lavorando come segretario e insegnante presso le famiglie più facoltose della città. Nel frattempo frequentava l'università come uditore, non potendosi iscrivere regolarmente per mancanza di titoli legali di studio.
Comprese l'utilità delle lingue moderne e le studiò trasferendosi a Londra e a Parigi, dove stette per circa un anno. Poco a poco, sempre da autodidatta, imparò la lingua e la letteratura indiana e ne conseguì tale padronanza da compilare una grammatica sanscrita (Torino 1856) per incarico ricevuto dal ministro Luigi Cibrario. Pubblicò anche versioni dei tratti più salienti di quella letteratura. La sua perizia nelle lingue orientali antiche e moderne indusse il ministro Terenzio Mamiani (che aveva conosciuto a Parigi) ad affidargli l'insegnamento della grammatica comparata delle lingue indo-europee e del sanscrito.
Fu tra i più valenti collaboratori dell'Enciclopedia Pomba e si adoperò per l'istituzione nell'ateneo torinese di una cattedra per le lingue orientali; insegnò per ben trentanove anni queste materie alternandole con la storia comparata delle letterature neo-latine e della dialettologia italiana. Tenne la presidenza della Facoltà di lettere e filologia, fu direttore della scuola di Magistero, ricoprì la carica di archivista e bibliotecario del Senato del Regno (8 maggio 1848-23 luglio 1863), e si occupò ecletticamente di altri studi affini (1891).
Nel 1873 fondò con Graziadio Isaia Ascoli l'Archivio glottologico italiano.
Il governo italiano, riconoscendogli grande valore di studioso, lo nominò Grande Ufficiale dell'Ordine della Corona d'Italia il 21 novembre 1890. La Facoltà di Lettere di Torino gli conferì il titolo di professore emerito il 9 dicembre 1890. La Società Reale di Napoli lo elesse socio onorario e l'Accademia delle Scienze di Torino si onorò di farlo Direttore di classe e vicepresidente. Il 20 novembre 1891 fu nominato senatore. Morì a Piverone, dov'era nato, il 3 luglio 1892. La sua città natìa l'ha onorato il 16 settembre 1894 con un monumento, opera dello scultore Lusardi, e ha dato il suo nome ad una via, dove hanno sede il Municipio e l'ufficio postale, come pure ha fatto Torino.
Flechia ebbe tra gli studenti del suo corso libero di sanscrito, negli anni 1889-1890 e 1890-1891, Piero Martinetti, che si laureò in filosofia nel 1893 con una tesi su Il Sistema Sankhya. Studio sulla filosofia indiana, pubblicata a Torino da Lattes nel 1896.

## Opere
- Morte di Vaco, episodio del Mahabharata recato di sanscrito in italiano (Torino, 1848);
- Grammatica sanscrita (Torino, 1856);
- Storia delle Inde Orientali (1862);
- Recensione del libro di Caix;
- Intorno ad una peculiarita di flessione verbale in alcuni dialetti lombardi (Roma, 1876);
- "Confessione latino-volgare" (1000-2000) (Archivio glottologico italiano, VII, 1880-3);
- "Lessico Piveronese e àtone finali, determinate dalla tonica nel dialetto Piveronese" (Archivio, XIV, III-120, 1889).